# Red Bull RB11
El Red Bull RB11 es un monoplaza de Fórmula 1 diseñado por Adrian Newey y Agustín Castelletti para Infiniti Red Bull Racing, con el objetivo de competir en la Temporada 2015 de Fórmula 1. Es conducido por Daniel Ricciardo y Daniil Kvyat, que fue promovido de la escudería hermana, Toro Rosso, después de que Sebastian Vettel anunciara su marcha a Ferrari.
El monoplaza fue presentado el 1 de febrero de 2015 en el Circuito de Jerez, y sorprendió a la gente por mostrar una decoración en blanco y negro, estilo cebra, que posteriormente sería sustituida por una convencional de cara al primer Gran Premio.

## Resultados
(Clave) (negrita indica pole position) (cursiva indica vuelta rápida)
| Año  | Motor                               | Neu. | N.º | Pilotos          | 1   | 2   | 3   | 4   | 5   | 6   | 7   | 8   | 9   | 10  | 11  | 12  | 13  | 14  | 15  | 16  | 17  | 18  | 19  | Puntos | Pos. |
| ---- | ----------------------------------- | ---- | --- | ---------------- | --- | --- | --- | --- | --- | --- | --- | --- | --- | --- | --- | --- | --- | --- | --- | --- | --- | --- | --- | ------ | ---- |
| 2015 | Renault Energy F1-2015 1.6 V6 Turbo | P    |     |                  | AUS | MYS | CHN | BHR | ESP | MON | CAN | AUT | GBR | HUN | BEL | ITA | SIN | JPN | RUS | USA | MEX | BRA | ABU | 187    | 4º   |
| 2015 | Renault Energy F1-2015 1.6 V6 Turbo | P    | 3   | Daniel Ricciardo | 6   | 10  | 9   | 6   | 7   | 5   | 13  | 10  | Ret | 3   | Ret | 8   | 2   | 15  | 15≠ | 10  | 5   | 11  | 6   | 187    | 4º   |
| 2015 | Renault Energy F1-2015 1.6 V6 Turbo | P    | 26  | Daniil Kvyat     | DNS | 9   | Ret | 9   | 10  | 4   | 9   | 12  | 6   | 2   | 4   | 10  | 6   | 13  | 5   | Ret | 4   | 7   | 10  | 187    | 4º   |

- ≠ El piloto no acabó el Gran Premio, pero se clasificó al completar el 90% de la distancia total.